# Socha Anděla Strážce (Kladruby nad Labem)
Barokní socha Anděla Strážce se nalézá na severním okraji obce Kladruby nad Labem v okrese Pardubice u silnice III. třídy č. 3227 vedoucí z Kladrub nad Labem do vesnice Kolesa u odbočky vedoucí k areálu Domova mládeže Střední školy chovu koní a jezdectví. Socha byla na dnešní místo přenesena roku 1906. Socha je od 16. 3. 1964 chráněna jako kulturní památka. Národní památkový ústav tuto sochu uvádí v katalogu památek pod rejstříkovým číslem ÚSKP 38421/6-2100.

## Popis sochy
Socha Anděla strážce je postavena na hranolovém soklu s nápisem Ex Voto/1720. Na soklu stojí socha Anděla strážce s postavou prohnutou doleva, s pravým křídlem pozvednutým směrem vzhůru, kam ukazuje pravou rukou malému dítěti.